# Ierdénevo
Ierdénevo (en rus: Ерденево) és un poble de l'óblast de Riazan, a Rússia. Segons el cens del 2010 tenia 23 habitants.